# Made (Sambikerep)
Made is een bestuurslaag in het regentschap Soerabaja van de provincie Oost-Java, Indonesië. Made telt 7796 inwoners (volkstelling 2010).